# Egon Schultz

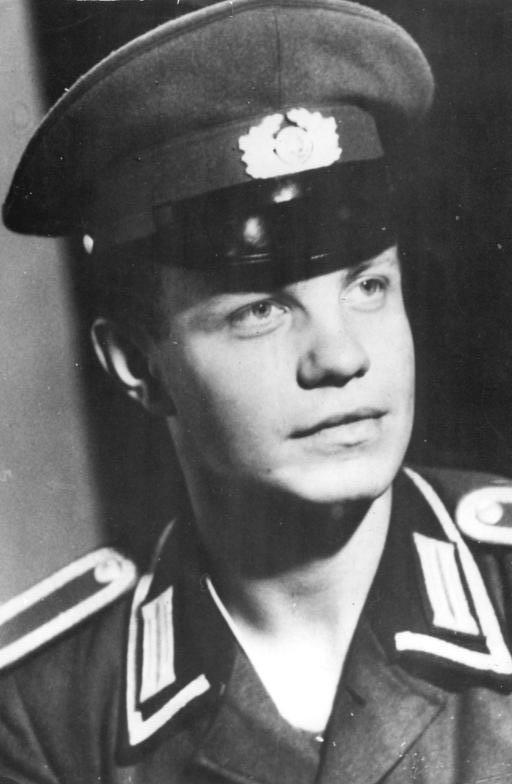
Egon Schultz

Egon Schultz (* 4. Januar 1943 in Groß Jestin, Landkreis Kolberg-Körlin; † 5. Oktober 1964 in Ost-Berlin) war ein Unteroffizier der Grenztruppen der DDR. Er wurde bei einem Schusswechsel mit Fluchthelfern versehentlich von einem anderen DDR-Grenzsoldaten erschossen. Von der DDR-Führung wurde wahrheitswidrig verbreitet, dass Schultz von einem Fluchthelfer erschossen wurde. Diese Propagandalüge wurde erst nach der Deutschen Wiedervereinigung aufgedeckt.

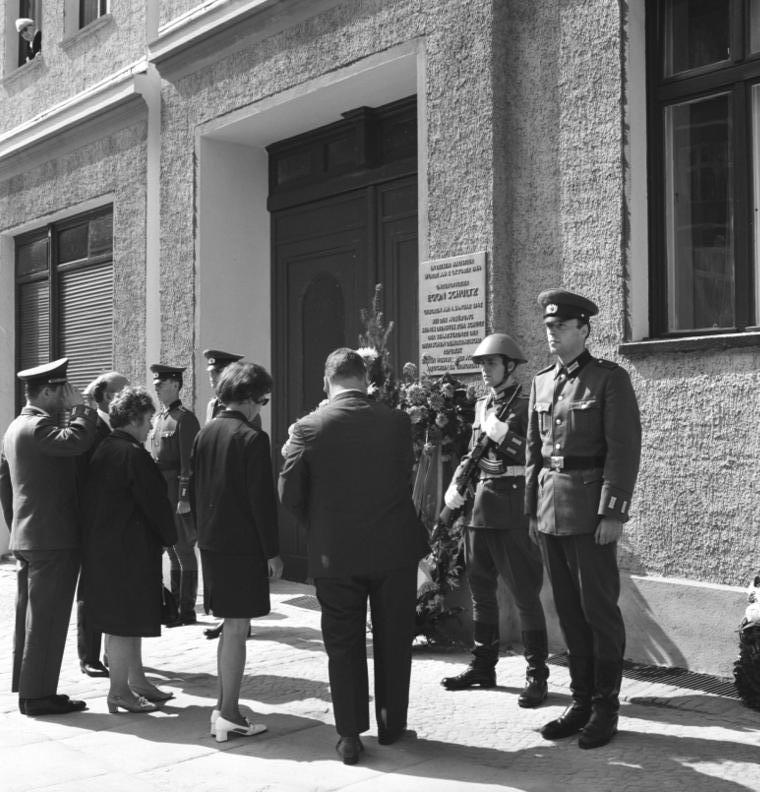
Gedenkfeier am Schauplatz des Todes von Egon Schultz am 10. Jahrestag der Mauer (13. August 1971)

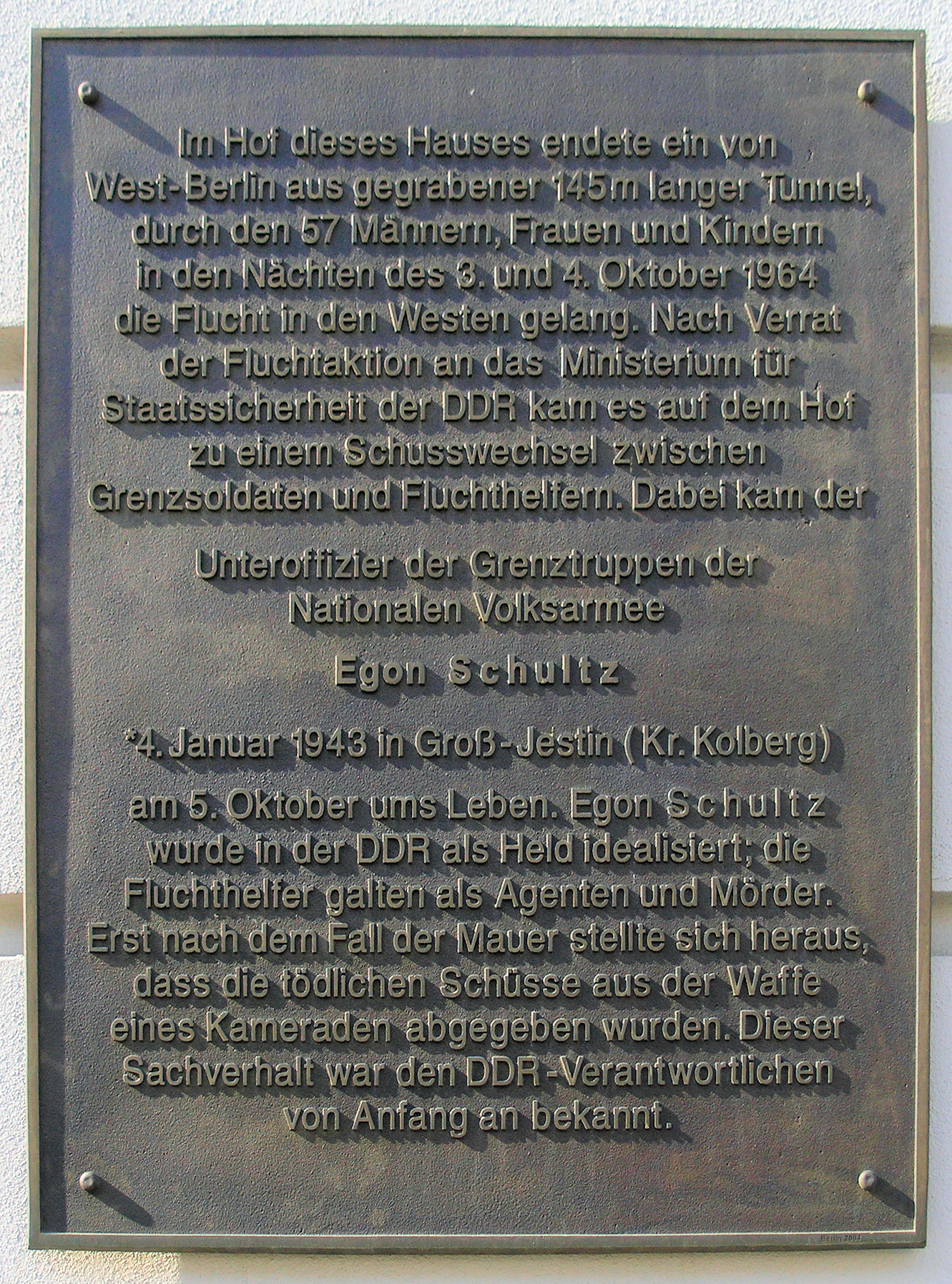
Gedenktafel am Haus Strelitzer Straße 55, in Berlin-Mitte

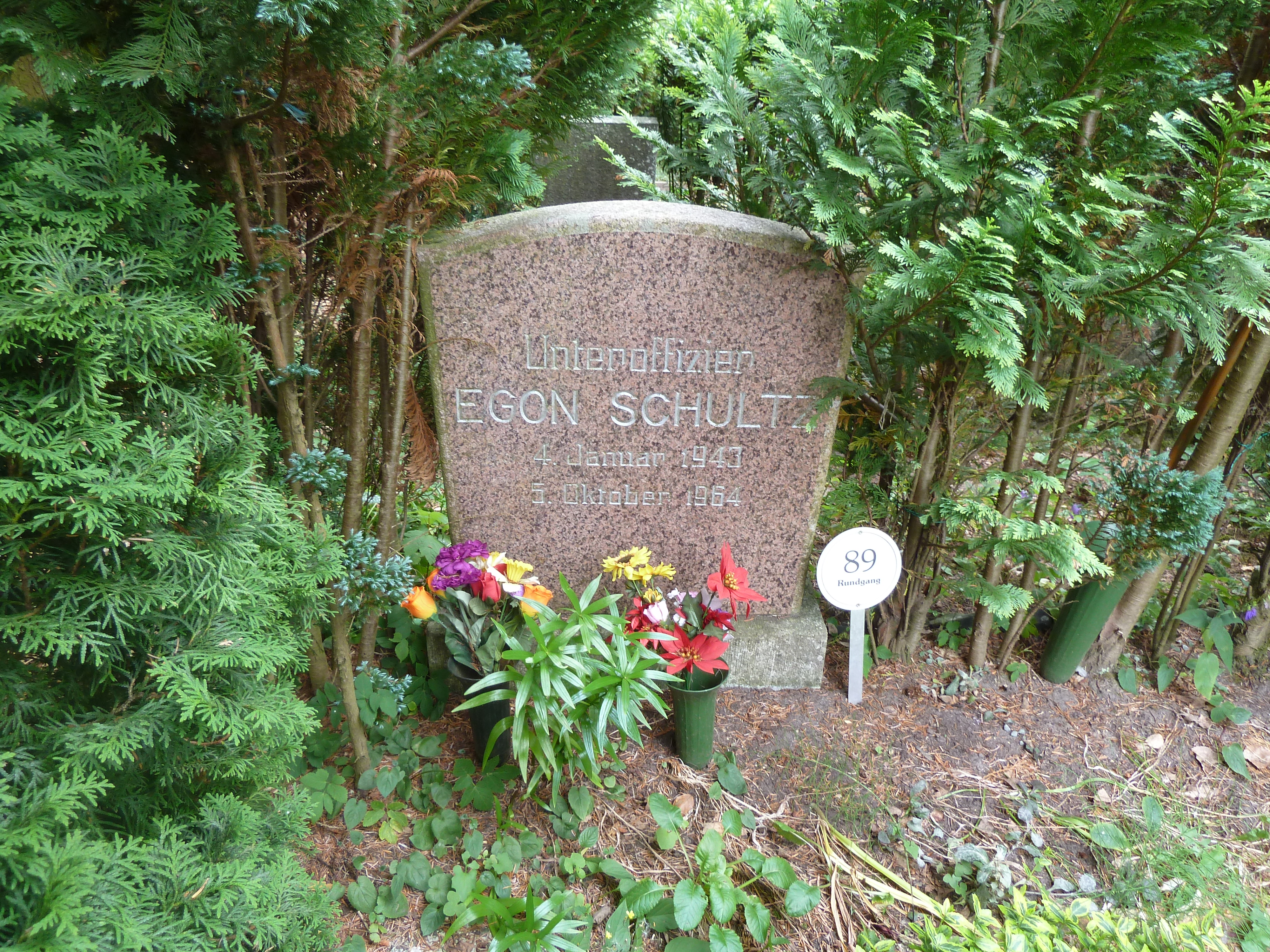
Das Grab von Egon Schultz (2018 Foto)

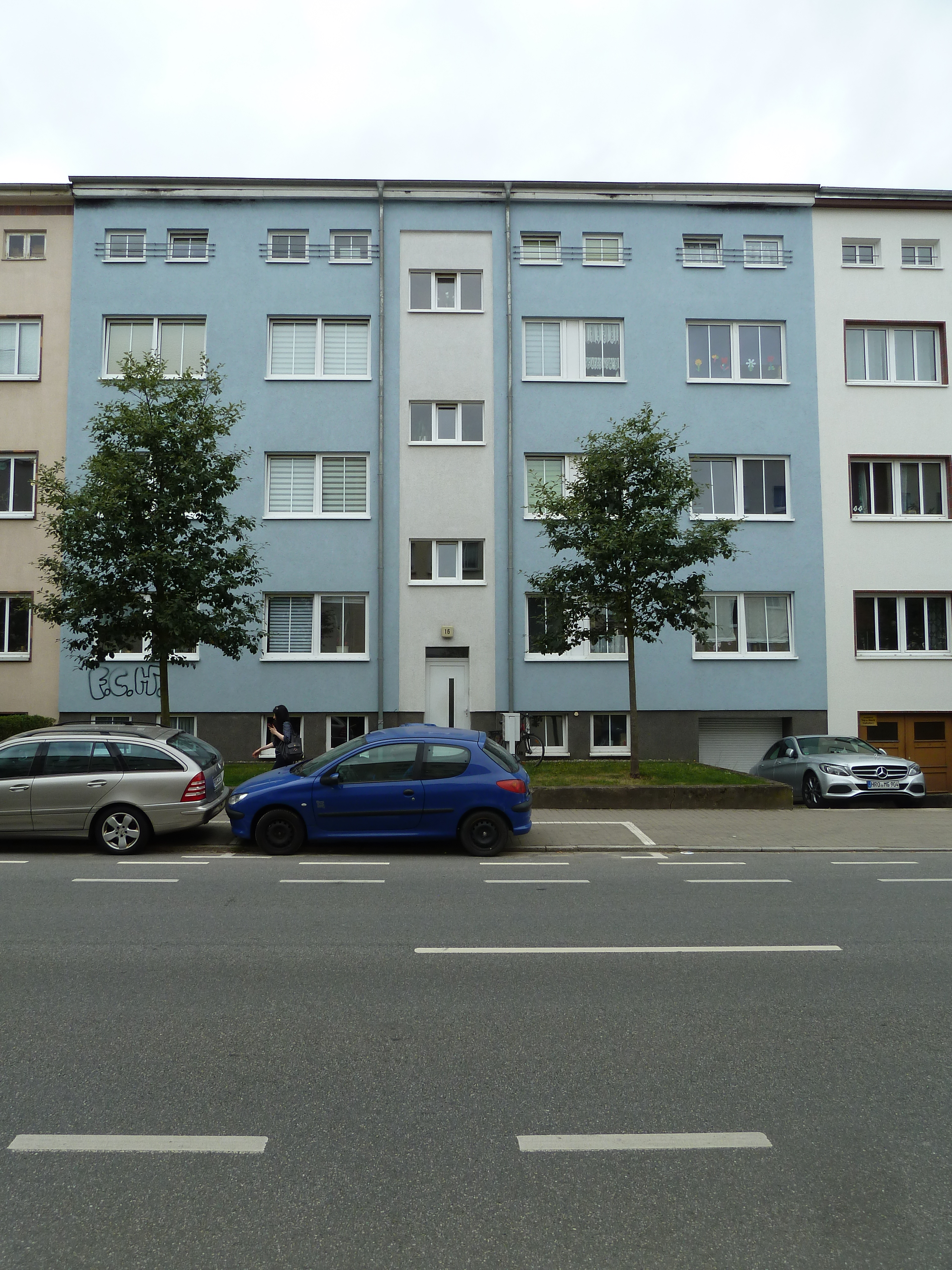
Dethardingstraße 16 (ehemals Karl-Marx-Straße 16), Rostock. Das letzte Zuhause von Egon Schultz vor seinem Tod.

## Leben
Egon Schultz war der jüngere von zwei Söhnen des Kraftfahrers Alfred Schultz und dessen Frau Frieda, einer Serviererin, und von September 1962 bis November 1963 als Lehrer in Rostock-Dierkow tätig, bis er zum Wehrdienst einberufen wurde. Vor seinem Militärdienst hatte er seinen Wohnsitz in der Karl-Marx-Straße 16 in Rostock. Seinen letzten Besuch zu Hause machte er nur wenige Tage vor seinem Tod, als seine Eltern ihren 25. Hochzeitstag feierten.
Bei einer Fluchtaktion, für die der Tunnel 57 gegraben worden war (mitfinanziert vom Stern-Chefredakteur Henri Nannen durch den Vorabkauf der Exklusivrechte an der Berichterstattung zu Tunnel und seinem Bau), konnten innerhalb zweier Nächte 57 Flüchtlinge von einem Hinterhof der Strelitzer Straße 55 in Ost-Berlin nach West-Berlin flüchten. Die Fluchthelfer waren mit Pistolen aus Polizeibeständen bewaffnet. Als Schultz mit zwei MfS-Angehörigen und Maschinenpistolen im Anschlag den Hof der Strelitzer Straße 55 betrat, kam es zu einem Schusswechsel, in dessen Verlauf Schultz von einer Kugel aus der Pistole des Fluchthelfers Christian Zobel getroffen wurde. Er ging zu Boden und wurde beim Versuch, wieder aufzustehen, versehentlich von einem DDR-Grenzsoldaten mit dessen Kalaschnikow erschossen.

## Propagandalüge in der DDR
Von der DDR-Führung wurde nach dem Tod von Schultz behauptet, er sei von „westlichen Agenten“ oder von dem Fluchthelfer Christian Zobel erschossen worden. Tatsächlich war ihr bekannt, dass Schultz von Zobel nur verletzt wurde, den tödlichen Schuss gab der DDR-Grenzer Volker M. ab. Die SED-Führung unterschlug diese Tatsache und beschuldigte stattdessen die Fluchthelfer. Öffentlich vertrat die Regierung der DDR stets ihre Version und propagierte Schultz als Volkshelden. Dazu wurden Beweise manipuliert. So wurde unter anderem ein Foto der Jacke von Schultz so beschnitten, dass die Einschusslöcher der Projektile nicht mehr zu sehen waren. Erst durch die Öffnung der Stasi-Unterlagen konnte richtiggestellt werden, dass die tödlichen Schüsse aus der Waffe eines Grenzsoldaten abgegeben wurden. Allerdings war zu diesem Zeitpunkt der Fluchthelfer, der den ersten Schuss abgegeben hatte und als Todesschütze dargestellt wurde, bereits verstorben. Einer der beteiligten Fluchthelfer war der spätere Astronaut Reinhard Furrer, der 1995 und ebenfalls vor der Aufklärung starb.
Wie Fotos zeigen, wurden die Eltern und einige seiner Schüler in die Propagandalüge eingebaut, ohne insbesondere bei seinen Eltern auf deren Emotionen Rücksicht zu nehmen.
1974 erschien im Ost-Berliner Kinderbuchverlag das Buch 172 Tage von Herbert Mühlstädt, in dem die Lebensgeschichte von Egon Schultz in heroisierender Weise erzählt und sein Tod in der offiziellen DDR-Version dargestellt wurde.

## Nachwirken
Nach Schultz Tod erhielten in der DDR mehrere Einrichtungen den Namen „Egon Schultz“, so die Rostocker Schule, an der er Lehrer war, eine Berliner Polytechnische Oberschule sowie die POS in Hangelsberg und Prora auf Rügen, eine Hönower Schule, ein Wehrlager in Prerow, ein Kinderheim in Rostock-Lichtenhagen und eine Unteroffiziersschule. 1976 wurde ein Jugendtouristenhotel am Berliner Tierpark nach Schultz benannt. Außerdem wurden Brigaden, Straßen (eine davon 1966 in Berlin-Mitte in unmittelbarer Nähe), Kasernen und Erholungsheime nach ihm benannt und ein Kinderbuch wurde über ihn verfasst.
Am 1. Dezember 1991 wurde die Berliner Egon-Schultz-Straße in Strelitzer Straße zurückbenannt, die ehemalige Rostocker Egon-Schultz-Oberschule trägt nun den Namen Käthe-Kollwitz-Gymnasium. Der dortige Gedenkstein, der von Eltern und Schülern mitfinanziert wurde, existiert noch.
1995 wurde die Hönower Egon-Schultz-Oberschule bei Berlin von der Schulkonferenz in Gebrüder-Grimm-Grundschule umbenannt. Der gleichfalls von der Schulkonferenz vorgelegte Antrag, den Gedenkstein mit der Inschrift „Unser Vermächtnis – Vorbild der Jugend“ zu beseitigen, wurde vom Bürgermeister abgelehnt.
Britta Wauer beleuchtet die dem tödlichen Schusswechsel vorausgehende Fluchtaktion Tunnel 57 aus dem Oktober 1964 in ihrer 2001 erstellten Dokumentation Heldentod – Der Tunnel und die Lüge (Arte/ZDF). Der Dokumentarfilm, der mit dem Deutschen Fernsehpreis ausgezeichnet wurde, lief erstmals am 8. August 2001 auf Arte unter dem Titel Heldentod – Wer erschoss Egon Schultz?
2004 wurde auf Initiative von ehemaligen Fluchthelfern, Flüchtlingen und Freunden von Egon Schultz anlässlich der 40-jährigen Wiederkehr dieses Ereignisses in Zusammenarbeit mit dem Dokumentationszentrum Berliner Mauer eine Erinnerungstafel am Todesort angebracht. „Egon Schultz wurde in der DDR als Held idealisiert, die Fluchthelfer galten als Agenten und Mörder“, steht auf der Tafel.